# Phanerotoma rufescens
Phanerotoma rufescens är en stekelart som först beskrevs av Pierre André Latreille 1809.  Phanerotoma rufescens ingår i släktet Phanerotoma och familjen bracksteklar. Arten är reproducerande i Sverige. Inga underarter finns listade i Catalogue of Life.